# Roland Jazz Chorus JC-120

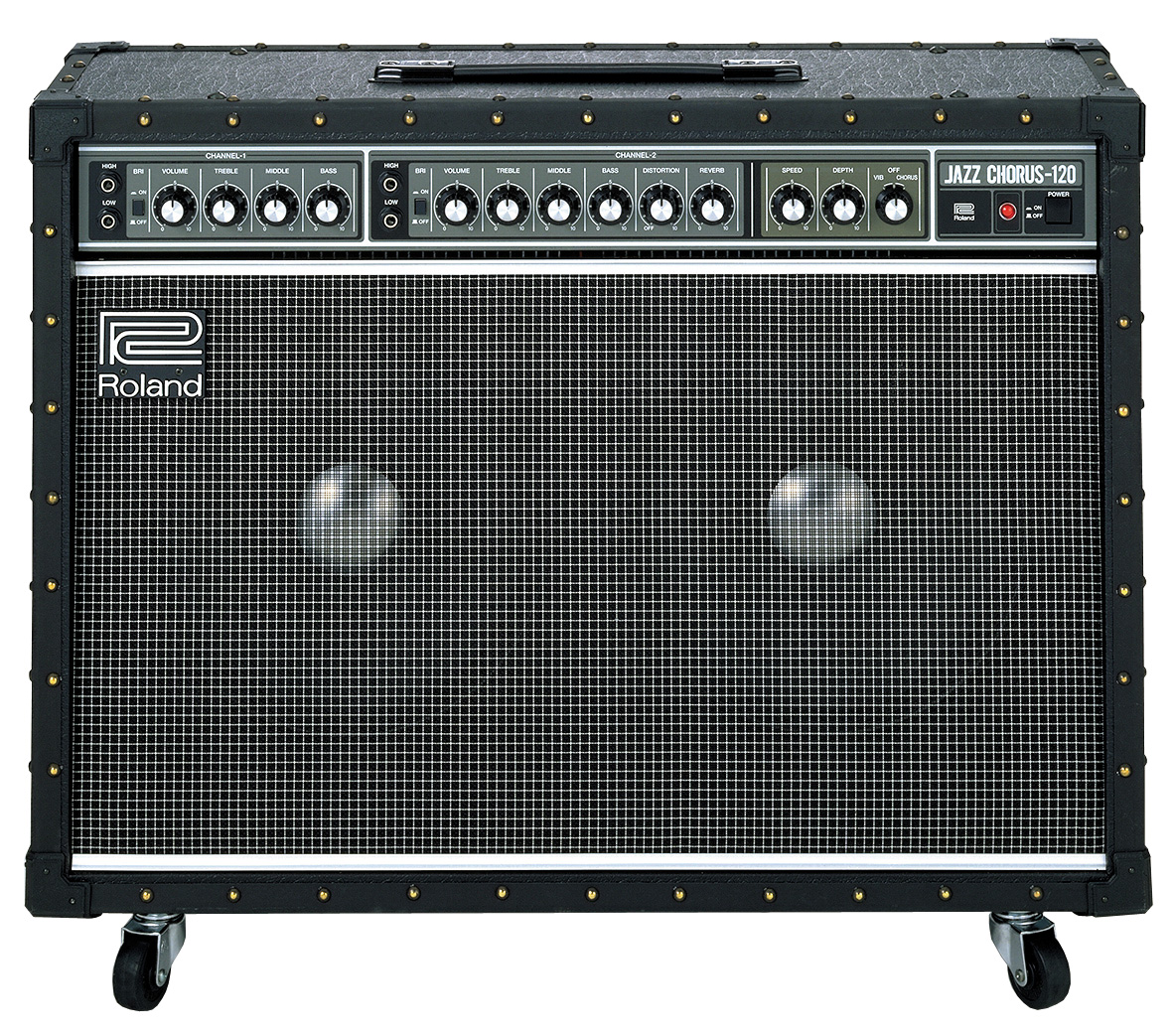
Die Vorderseite des Combo-Verstärkermodells Roland Jazz Chorus JC-120UT. Die beiden silberfarbenen, kreisförmigen Gebilde hinter der Gewebe-Frontbespannung sind die Abdeckkappen der 12"-Lautsprecher

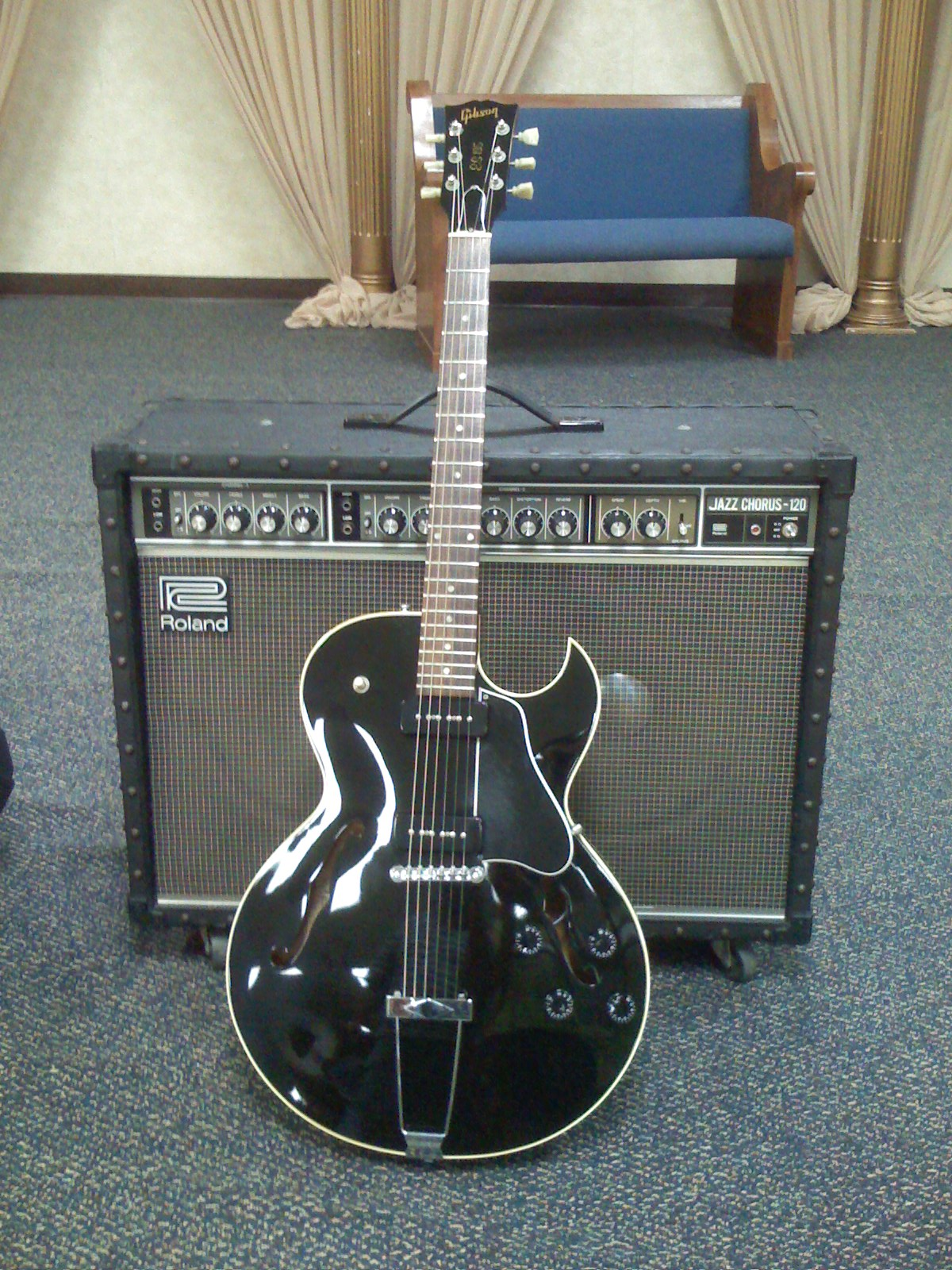
Ein Roland Jazz Chorus JC-120, hier mit einer Archtop-E-Gitarre vom Typ Gibson ES-135

Der Roland Jazz Chorus JC-120 (auch verkürzt zu JC-120) ist ein Gitarrenverstärker-Modell in Combo-Bauweise der japanischen Firma Roland. Der Transistor-Verstärker kam 1975 auf den Markt, der damals vor allem durch Verstärker von Fender und Marshall bestimmt wurde, und erfreute sich schnell besonderer Beliebtheit unter den Gitarristen. Vor allem die transparenten, unverzerrten Klangvariationen und der true-stereo-Chorus-Effekt taten es den Musikern an. Der Roland Jazz Chorus besitzt zwei 60-Watt-Endstufen, die jeweils einen Lautsprecher mit 12 Zoll Durchmesser betreiben.

## Technische Details
- Zwei 60-Watt-Verstärker
- Zwei 12-Zoll-silver-cone-Lautsprecher (mit silberfarbenen Abdeckkappen)
- Zwei Kanäle („Normal“ und „Effekt“)
- Je ein Drei-Band-Equalizer pro Kanal
- Je ein High- und Low-Gain-Eingang pro Kanal
- Nachhall, Verzerrer, regelbares Vibrato und true-stereo-Chorus
- Stereo-Effekt-Einschleifweg (seriell/parallel)
- Stereo-Line-Out
- Zwei 8-Ohm-Anschlüsse für externe Lautsprecherboxen
- Fußschalteranschluss zur Regelung von Chorus, Hall und Verzerrung
- Abmessungen einschließlich Rollen: 760 mm (Breite) × 280 mm (Tiefe) × 622 (Höhe) mm
- Gewicht: 28 kg

## Referenzen
- Jochen Distelmeyer (Ex-Blumfeld)
- Steve Rothery von Marillion (auf allen Produktionen als typischer Marillion-Cleansound)
- King Crimson
- Ian Crichton von Saga (mindestens live als Amp nur für Cleansounds)
- Steve Hackett von Genesis
- Andy Summers von The Police
- John McLaughlin (ca. 1985)
- Lee Ritenour
- George Benson
- Ike Willis
- Bobby Conn
- Kirk Hammett und James Hetfield von Metallica
- Wes Borland von Limp Bizkit (mindestens im Live-Setup als Amp nur für Cleansounds)
- Joe Strummer, Sänger und Gitarrist von The Clash
- David Howell Evans („The Edge“), Gitarrist der irischen Gruppe U2
- Ulf Wakenius
- Neil Young
- Joni Mitchell
- Steve Albini und Santiago Durango von Big Black
- Matthew Tuck und Michael Paget von Bullet for My Valentine (ausschließlich für Cleansounds)
- Ernest Ranglin, jamaikanischer Ska- und Jazz-Gitarrist
- Bob Mould
- Johnny Marr

## Prägnante Klangbeispiele
- Die E-Gitarrenklänge von Adrian Belew und Robert Fripp von der Band King Crimson auf deren Album Discipline (1981)
- Der E-Gitarrenklang auf der Studioaufnahme des Liedes Slave to the Rhythm von Grace Jones (1985)